# 阿部正静
阿部 正静（あべ まさきよ）は、江戸時代後期の大名。陸奥国白河藩の第8代藩主。陸奥棚倉藩主。忠秋系阿部家16代。

## 略歴
後に白河藩第7代藩主となる阿部正外の長男。元治元年（1864年）3月4日、3000石の旗本出身の父が本家の白河藩主・阿部正耆の急死で白河藩主（10万石）の座を継承したことに伴い、正静は父が保持していた旗本の家督を継いだ。しかし翌慶応元年（1865年）10月に父が兵庫開港要求事件により朝廷・江戸幕府から謹慎処分にされた上、慶応2年（1866年）6月19日に父が強制隠居処分となったため跡を継いだが、同日に棚倉藩への転封を命じられ、財政逼塞、家臣団を迎える屋敷が手狭など理由をつけて幕府に延期を願い出た。
やがて慶応3年（1867年）1月に正静は棚倉藩へ移封したが、交代で白河藩主になるはずだった棚倉藩主・松平康英の移転先が変更、康英は武蔵国川越藩へ転封、白河藩は天領とされ幕府の小名浜代官の支配となり、同年8月に白河城が幕府の役人へ引き渡された。翌慶応4年（明治元年、1868年）2月に阿部家に幕府から白河再封の命令が下ったが、3月に中止となり実行されず、白河は領主不在のままとなる一方で白河城は二本松藩（後に会津藩）の管理下に置かれた。
同年から始まった戊辰戦争では、消極的な立場から奥羽越列藩同盟に参加していたが、5月1日に白河口の戦いにて列藩同盟軍は新政府軍に敗れ、白河藩では家老の阿部正煕（阿部内膳）が戦死、6月24日に父が守備していた棚倉城も板垣退助率いる官軍により陥落した。この時、棚倉城は阿部正外が放火（自焼）している。正静は生き残った藩士らと分領の保原に退却、しかし、抵抗しきれず9月18日に保原陣屋で降伏した。12月、新政府より同盟に参加した罪を問われたが、自身は列藩同盟への参加に消極的立場であったことから「主導したのは家老の阿部内膳である」と釈明し改易を免れた。石高は4万石削減の6万石となったが、家督を義理の叔父・正功（正耆の実子）に譲り隠居。以後、東京に移住した。明治11年（1878年）1月23日、東京で死去した。享年28。
実子に喜久（1866年 - 1887年）、信一郎（1868年 - 1871年）がいたが、いずれも早世している。

## 系譜
父母
- 阿部正外（父）

正室、継室
- 通 ー 須田津次郎の娘（正室）
- 幸 ー 阿部正備の娘（継室）のち離縁。

子女
- 喜久
- 阿部信一郎

子女
- 阿部正功 ー 阿部正耆の次男